# Ataxocerithium eximium
Ataxocerithium eximium is een slakkensoort uit de familie van de Newtoniellidae. De wetenschappelijke naam van de soort is voor het eerst geldig gepubliceerd in 1987 door Houbrick.